# 漢都亞站
汉都亚站位於吉隆坡半山芭的西北角，是吉隆坡安邦线和大城堡线与吉隆坡单轨的转换站，其站名源自於以馬六甲王朝的勇士漢都亞命名的道路汉都亚路。安邦線的站台位于漢都亞路旁，為地面車站；吉隆坡單軌的站台則架空在漢都亞路上方，為高架車站。本站附近有卫理男校、维多利亚学院、前半山芭监狱（现武吉免登城中城）、汉都亚警局和国家体育馆。
本站屬於安邦線第一階段路線，於1996年12月16日開始營運，而吉隆坡單軌站台則於2003年於馬來西亞的國慶日8月31日開始通行。
2012年3月1日連接安邦線與吉隆坡單軌站台的空橋完工後，乘客可在本站進行站內换乘而無需另外購票。在此之前，乘客欲前往另一條路線换乘時，需要出站再另行購票。

## 历史

### 安邦线
“汉都亚轻快铁站”于1996年开通，是一个高标准轻快铁站，属于沿着旧的铁路线建立的实达轻快铁（STAR,现安邦/大城堡线），并有『冼都东－安邦线路』和『冼都东－大城堡线路』两个行驶路线。本站是第一系统的13个第一阶段车站中的其中之一。本站位于地面层，两个站台都有顶棚并只能通过楼梯抵达，和汉都亚路的出口。

### 单轨列车
本区于2003年8月31日迎来了一个提供搭乘吉隆坡单轨服务的新车站“汉都亚单轨站”。本站如其他的吉隆坡单轨车站皆是高架车站。本站位于汉都亚路上方，但最初不能与现有的安邦线车站进行换乘直到2012年。本站有两个出口通往道路两旁，位于安邦线车站的东北部，并只能通过楼梯和手扶梯进入。本站车站的长度比其他吉隆坡单轨车站更长。
汉都亚站是四个位于吉隆坡金三角的单轨车站中之一，其他三个车站为拉惹朱兰站、武吉免登及燕美站。本站也是唯二衔接安邦线/大城堡线和吉隆坡单轨的转换站，另一个是蒂蒂旺沙站。

### 站内换乘
单轨站与安邦线车站距离相近，也意味着两个车站在线路图中被指定为两条线之间的转换站，也是从安邦线前往“武吉免登“和周边地区的主要转换站。自2012年起，两个车站已可进行站内换乘，因此不再需要离开一个车站，再使用车站外的公共人行道到达另一个车站进行换乘（如单轨到轻快铁，反之亦然）。
武吉免登城中城（BBCC）综合发展计划首期于2022年正式启用后，本站便以其商标冠名以作为命名权计划的一部分，同时增设设有祈祷室的换乘大厅直通三井啦啦宝都购物公园（Lalaport）和新的D口。

## 车站结构
安邦线站台在2012年进行大改造以和附近的单轨车站衔接。而车站站台也被延长以接收更长的火车。高架的吉隆坡单轨站位于轻轨站的东北部，而车站的大厅分别位于底楼和一楼。
| 二楼       | 吉隆坡单轨站台        | 侧式站台                                                                               |
| 二楼       | 吉隆坡单轨站台        | 1号站台: 8 吉隆坡单轨列车 8往 MR11 蒂蒂旺沙站 (→)                                      |
| 二楼       | 吉隆坡单轨站台        | 2号站台: 8 吉隆坡单轨列车 8往 MR01 吉隆坡中央单轨车站 (←)                              |
| 二楼       | 吉隆坡单轨站台        | 侧式站台                                                                               |
| 一楼       | 单轨车站大厅          | 验票闸门、自动售票机、单轨车站控制台、楼梯和手扶梯至站台和街道                         |
| 一楼       | 换乘小径              | 安邦/大城堡线和单轨车站大厅之间的换乘小径，由手扶梯和楼梯组成                          |
| 地面       | 安邦/大城堡线车站大厅 | 自动售票机、验票闸门和汉都亚路出口、车站控制台、楼梯和手扶梯至单轨车站大厅             |
| 地面       | 街道                  | 汉都亚路、便利商店、巴士站、计程车、行人道路                                           |
| 低地面(LG) | 安邦/大城堡线站台     | 侧式站台                                                                               |
| 低地面(LG) | 安邦/大城堡线站台     | 1号站台: 3 安邦线/4 大城堡线 34往 AG1 SP1 冼都東 (→)                                   |
| 低地面(LG) | 安邦/大城堡线站台     | 2号站台: 3 安邦线/4 大城堡线 34通过 AG11 SP11 陈秀连往 SP31 布特拉高原与 AG18 安邦 (←) |
| 低地面(LG) | 安邦/大城堡线站台     | 侧式站台                                                                               |

### 出入口
汉都亚站共設有4座出入口，皆位于地面层。A口位于车站西侧和汉都亚路旁，B口位于车站北侧和汉都亚路旁，B口位于车站南侧和汉都亚路旁，D口位于车站东侧直通啦啦宝都美食街。另设有通道直达啦啦宝都商场西部。
| 3 安邦线 4 大城堡线 8 吉隆坡单轨列车车站 |          |                                                                  |      |
|                                          |          |                                                                  |      |
|                                          |          |                                                                  |      |
|                                          |          |                                                                  |      |
| 编号                                     | 指示     | 设施 建议前往的目的地                                            | 图片 |
| A                                        | 汉都亚路 | 阿布卡瑞清真寺、國家體育館、汉都亚路、汉惹拔路、默迪卡站         |      |
| B                                        | 汉都亚路 | 吉隆坡特遣队警察总部（Ibu Pejabat Polis Kontinjen KL）、半山芭路 |      |
| C                                        | 汉都亚路 | 何清园批发城、阿布卡瑞清真寺、汉都亚路、汉惹拔路                 |      |
| D                                        | 美食街   |                                                                  |      |

## 車站周邊
- 前半山芭監獄（Pudu Jail)，现为武吉免登城中城（BBCC）和三井啦啦宝都购物公园
- 國家體育館（Stadium Negara）
- 維多利亞學院（Victoria Institution）
- 阿布卡瑞清真寺（Al-Bukhari Foundation Mosque）
- 何清園批發城（KWC）

## 圖片集

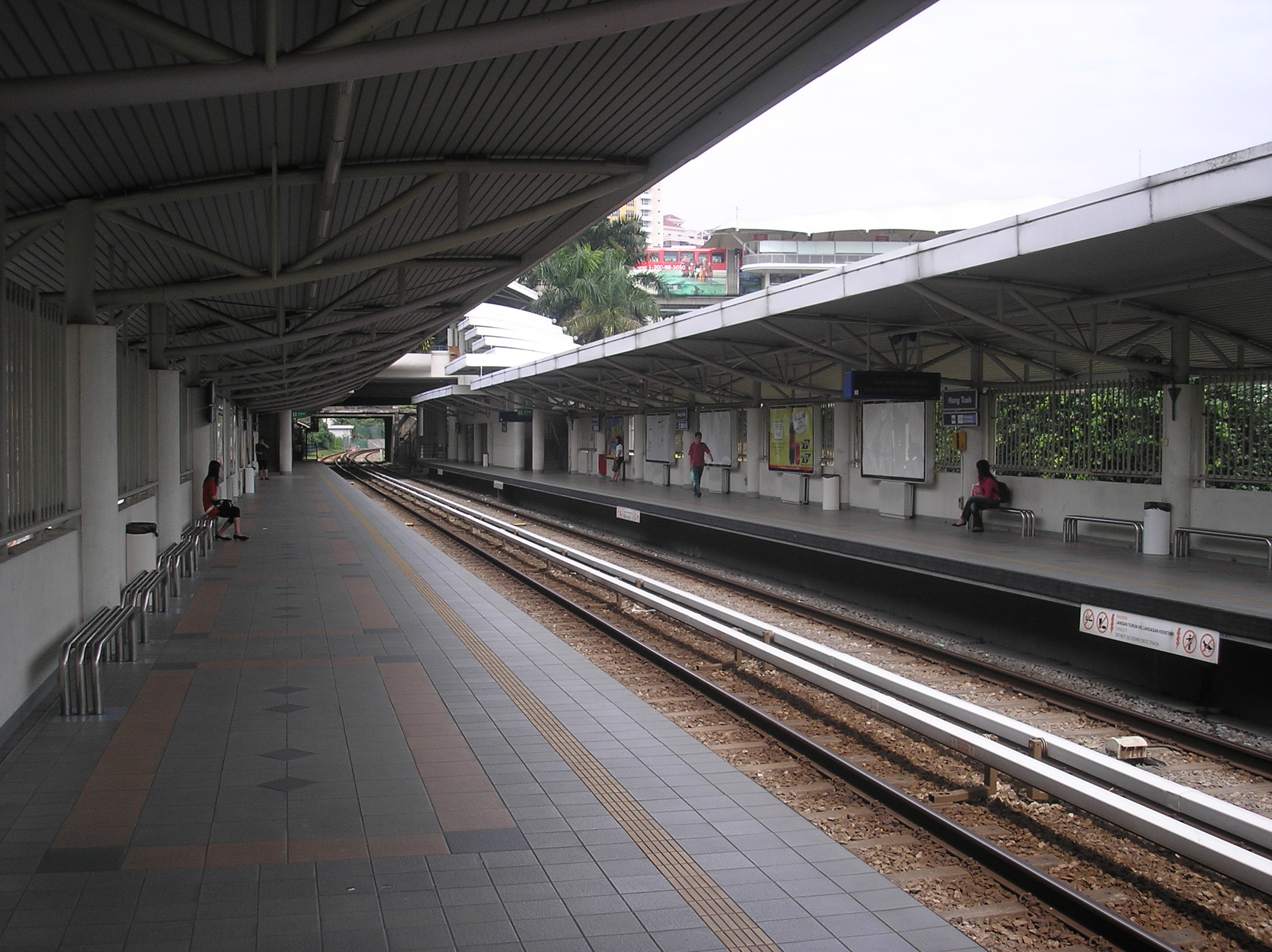
2007年的漢都亞站，當時仍未整修
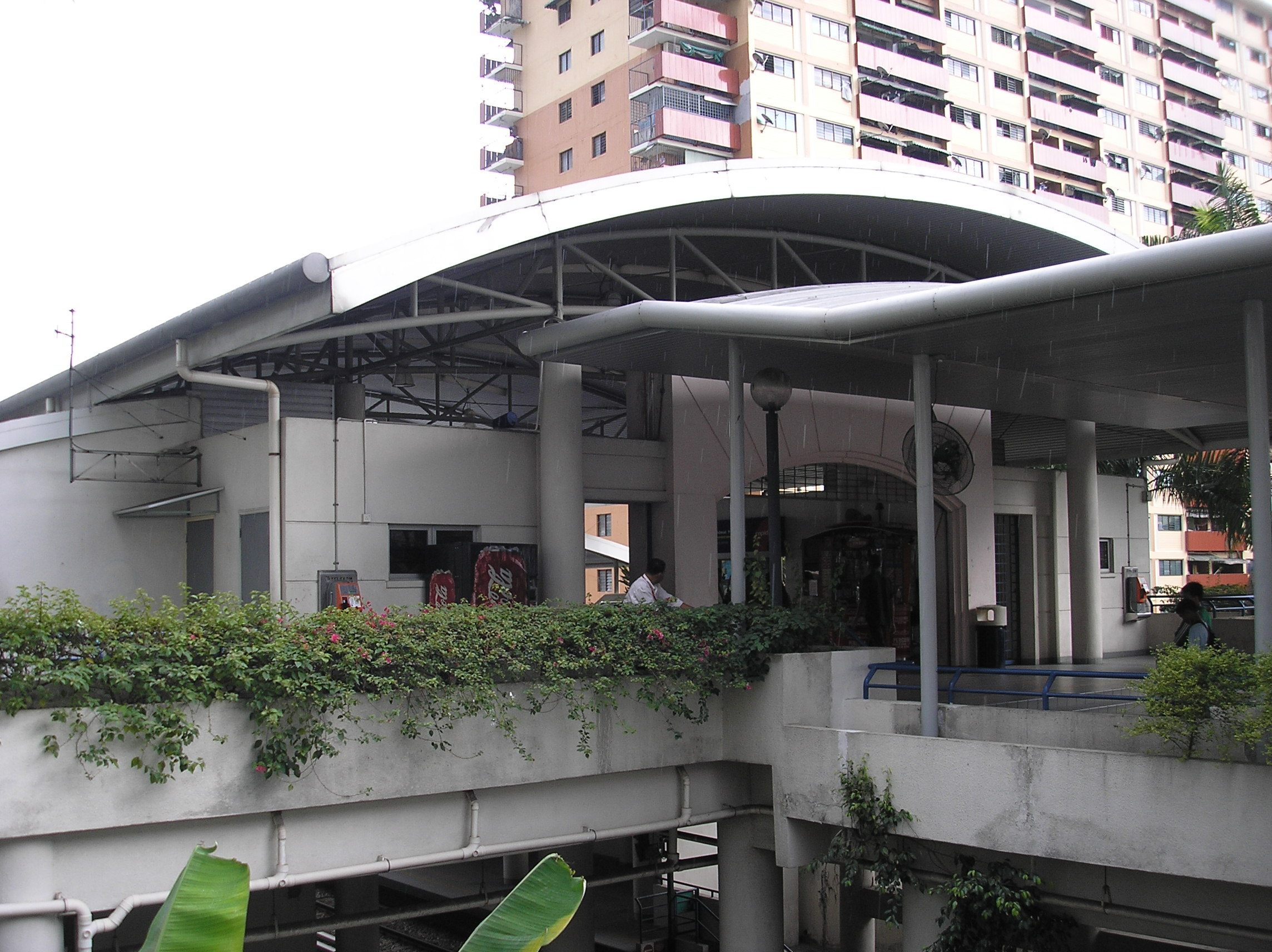
旧安邦线汉都亚站入口。自2012年起，由于车站被改建成能与相邻的单轨车站换乘，所以使用了新的主入口旧有的入口
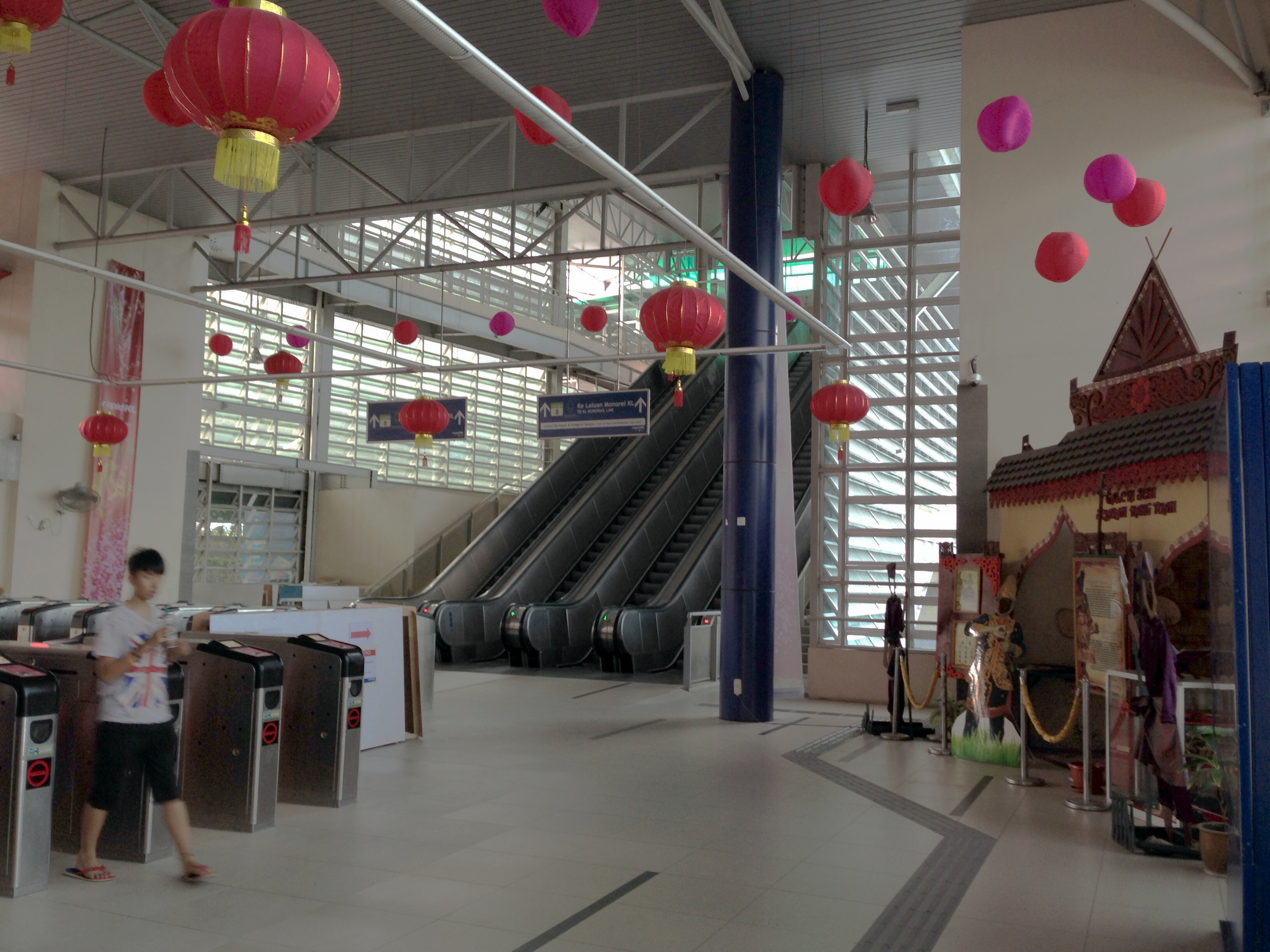
春节时的汉都亚站
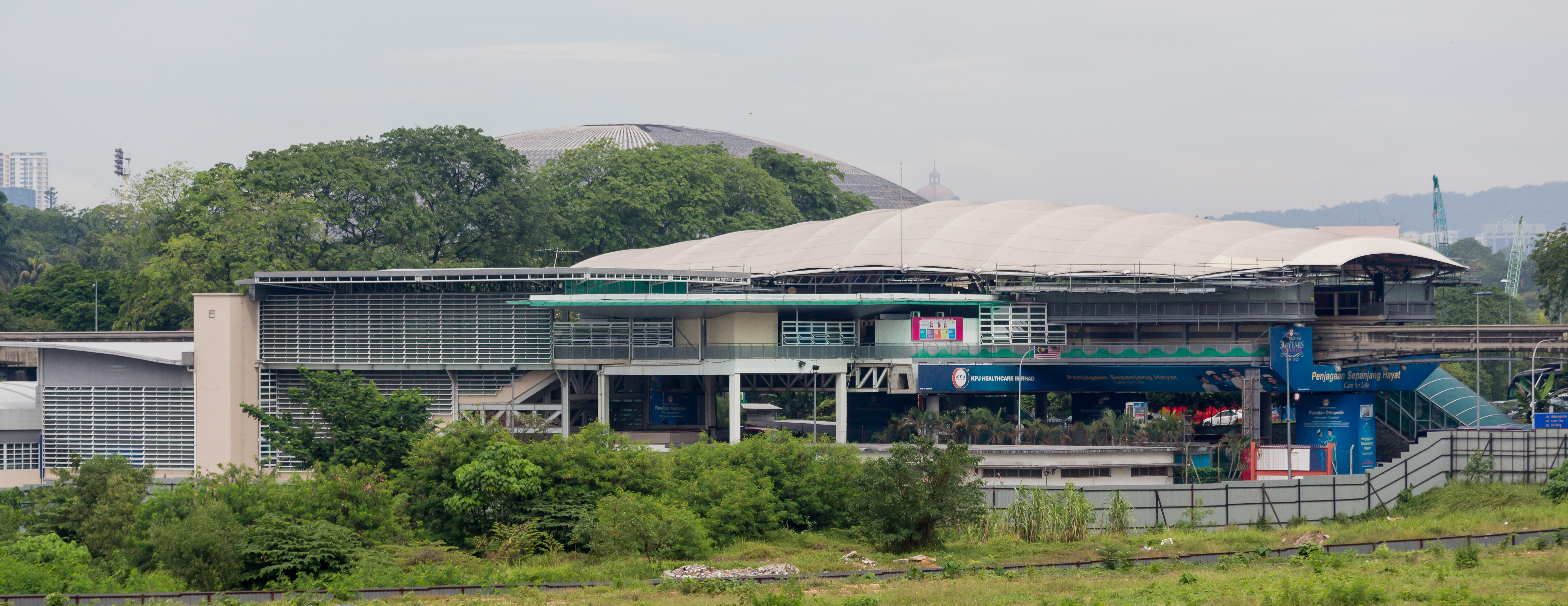
单轨验票闸门
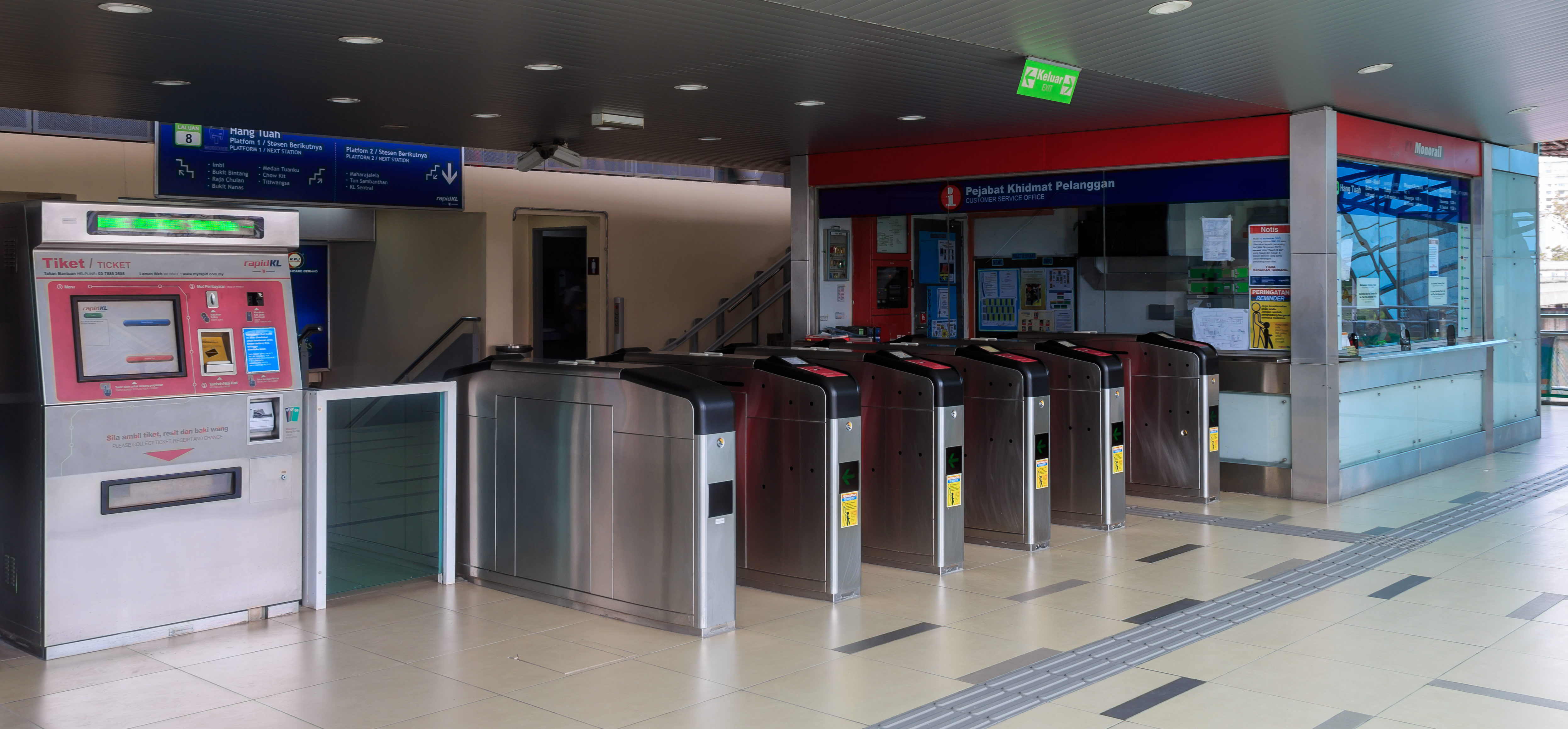
远眺单轨站